# The Battle of Polytopia
The Battle of Polytipia (укр. Битва за Політопію) — це відеогра в жанрі 4X розроблена компанією Midjiwan AB і випущена у лютому 2016 року спочатку для систем Android та IOS, а згодом адаптований для Windows і MacOS.
Гравець є вождем на вибір одного з п'ятнадцяти племен. Головна мета гри знищити конкуруючи племена, або досягти за 30 ходів максимально можливого рахунку.

## Історія
Спочатку The Battle of Polytopia була опублікована в лютому 2016 року, як Super Tribes. Згодом назва була змінена на теперішню через проблеми з торговою маркою. У грудні гра була видана для користувачів Android. Перегодом 15-того грудня 2018 року був доданий мультиплеєр. Версія для ПК була доступна в Steam 4-того серпня 2020 року.
функцією компанія Тесла улаштувала гру в машину, про що згодом розповів засновник компанії Ілон Маск у своєму Твіттері.
У 2020 році на світ з'явилася нова версія відеогри під назвою Moonrise. Нова версія використовує рушієм Unity, напроти старіша версія була побудована на Adobe Air. У Steam гра випущена в серпні 2020 року, а для мобільних пристроїв 23 листопада.

## Ігровий процес
The Battle of Polytopia — це покрокова стратегія, в якій гравець титулований на роль вождя племені, що повинен розвивати технології характерні окремо взятим племенам і його столицю, намагаючись побудувати імперію, яка може конкурувати з іншими племенами. Іншими племенами можуть управляти як і боти, так і реальні гравці, зокрема завдяки системі «Pass & Play», що дозволяє грати на одному пристрої.
На цю мить існує 15 різних племен на вибір, проте тільки-но 4 безплатні. Кожне плем'я має свої особливості, як різна місцевість, структура, особливі гілки розвитку технологій.

### Племена
Нижче представлені всі чинні племена, з яких 12 антропоморфних та 4 особливих, котрі мають унікальні навички:
| Названня | Стартові технології                                   | Ціна (en €) | Дата релізу     | Колір          |
| -------- | ----------------------------------------------------- | ----------- | --------------- | -------------- |
| Xin-Xi   | Скелелазіння                                          | Безкоштовно | 4 лютого 2016   | Червоний       |
| Imperius | Організування                                         | Безкоштовно | 4 лютого 2016   | Синій          |
| Bardur   | Мисливство                                            | Безкоштовно | 4 лютого 2016   | Чорний         |
| Oumaji   | Вершництво                                            | Безкоштовно | 4 лютого 2016   | Жовтий         |
| Kickoo   | Рибальство                                            | 1,19 €      | 4 лютого 2016   | Лимоно-зелений |
| Hoodrick | Лучництво                                             | 1,19 €      | 23 березня 2016 | Коричневий     |
| Luxidoor | Немає. Однак технології з'являються з третього рівня. | 4,99 €      | 23 березня 2016 | Фіолетовий     |
| Vengir   | Ковальство                                            | 1,19 €      | 23 березня 2016 | Білий          |
| Zebasi   | Сільське господарство                                 | 1,19 €      | 4 серпня 2016   | Помаранчевий   |
| Ai-Mo    | Медитування                                           | 1,19 €      | 1 грудня 2016   | Туркусовий     |
| Quetzali | Обороництво                                           | 1,19 €      | 19 жовтня 2017  | Темно-зелений  |
| Yǎdakk   | Будівництво                                           | 1,19 €      | 14 вересня 2018 | Темно-бордовий |

### Особливі племена
Ці племена мають певні особливі навички та древа технологій:
| Названня | Стартові технології                              | Ціна (en €) | Дата релізу    | Колір           |
| -------- | ------------------------------------------------ | ----------- | -------------- | --------------- |
| Aquarion | Модифікована древо технологій.                   | 2,49€       | 8 червня 2017  | Лососевий       |
| ∑∫ỹriȱŋ  | Магія лісу, модифіковане древо технологій.       | 2,49€       | 24 травня 2018 | Яскраво-рожевий |
| Polaris  | Зледеніння, реструктуризоване древо технологій   | 2,49 €      | 11 червня 2019 | Білий           |
| Cymanti  | Сільське господарство, змінене древо технологій. | 2,49 €      | 18 лютого 2021 | світло-зелений  |

## Екологічні ініціативи
Прибуток отриманий за продаж «Зебасів» була інвестована в розвиток сонячної електроенергії разом з компанією Trine з лютого 2019 року. [Архівовано 18 квітня 2021 у Wayback Machine.] Midjiwan AB інвестувала 50 000 євро в червні 2019 року і 100 000 євро в серпні 2020 року. [Архівовано 18 квітня 2021 у Wayback Machine.].
Midjiwan AB створила фінансовий внесок в проєкт The Canopy Project на підтримку відновлення лісів. [Архівовано 18 квітня 2021 у Wayback Machine.]